# Анелін (Зґерський повіт)
Анелін (пол. Anielin) — село в Польщі, у гміні Стрикув Зґерського повіту Лодзинського воєводства.
Населення — 110 осіб (2011).
У 1975-1998 роках село належало до Лодзинського воєводства.

## Демографія
Демографічна структура станом на 31 березня 2011 року:
|          | Загалом | Допрацездатний вік | Працездатний вік | Постпрацездатний вік |
| -------- | ------- | ------------------ | ---------------- | -------------------- |
| Чоловіки | 46      | 11                 | 34               | 1                    |
| Жінки    | 64      | 14                 | 35               | 15                   |
| Разом    | 110     | 25                 | 69               | 16                   |